# Espoir de l'année
L'espoir de l'année est une émission de télévision française de télé réalité diffusée sur M6 depuis le 16 novembre 2010 et présentée par Karine Le Marchand. Son principe consiste à faire découvrir les espoirs de l'année dans différents domaines tels que la boucherie, la coiffure ou encore la pâtisserie.

## Principe
Ce télé-crochet d'un nouveau genre recherche dans toute la France des jeunes de 16 à 25 qui représentent au mieux l'artisanat français. Ainsi, 25 d'entre eux (pâtissier, Coiffeur, boucher, fleuriste, esthéticienne...) seront jugés par un jury de 2 professionnels du métier. Parmi eux se cache l'Espoir de l'année 2010. Il remporte un prix d'honneur pour bien partir dans la profession.

## Diffusion
Cette diffusion se passe le mardi soir en première partie de soirée.

## Présentation
Karine Le Marchand est la présentatrice de l'émission.

## Déroulement de l'émission
La saison 1 est divisée en 4 parties :
- 1re émission, espoir de l'année boucher
- 2e émission, espoir de l'année coiffeur
- 3e émission, espoir de l'année pâtissier
- 4e émission, espoir de l'année fleuriste et esthéticien 

### Saison 1 (2010)
La première saison devait être diffusée du 16 novembre 2010 au 7 décembre 2010 mais elle a été déprogrammée faute d'audience. Seuls les deux premiers épisodes ont été diffusés sur M6, remplacés ensuite par la série Bones.

#### Participants
- Jeffrey Cagnes, 2010 - finaliste